# 平阳黄汤
平阳黄汤属于条形黄茶的一种。产于浙江省平阳、泰顺、瑞安、永嘉等县，也称温州黄汤。有200多年的历史。外形色黄，白毫显露，俗称白心黄叶。